# Clubiona pseudosimilis
Clubiona pseudosimilis är en spindelart som beskrevs av Mikhailov 1990. Clubiona pseudosimilis ingår i släktet Clubiona och familjen säckspindlar. Inga underarter finns listade i Catalogue of Life.